# Лига чемпионов ЕГФ 1999/2000
Лига чемпионов ЕГФ 1999/2000 - 7-й розыгрыш Лиги чемпионов и 40-й — Кубка европейских чемпионов. В турнире приняли участие 34 команды из 33 стран. Победителем стала испанская «Барселона».

## Предварительный раунд
| Команда 1 | Счёт  | Команда 2 | Матч 1 | Матч 2 |
| --------- | ----- | --------- | ------ | ------ |
| Кошице    | 74:41 | Странда   | 38:20  | 36:21  |
| Строволос | 34:53 | Шевардени | 20:27  | 14:26  |

## Квалификационный раунд
| Команда 1           | Счёт  | Команда 2             | Матч 1 | Матч 2 |
| ------------------- | ----- | --------------------- | ------ | ------ |
| Порту               | 43:44 | Хапоэль Ришон-ле-Цион | 27:24  | 16:20  |
| Минаур Бая-Маре     | 37:44 | Каустик               | 22:22  | 15:22  |
| Монпелье            | 55:42 | Кошице                | 33:22  | 22:20  |
| Бернбах-Кёфлах      | 39:65 | Целе                  | 19:28  | 20:37  |
| Скьерн              | 59:48 | Хорн Ситтардия        | 31:26  | 28:22  |
| Дифферданж          | 39:77 | Сандефьорд            | 24:34  | 15:43  |
| Адемар              | 65:41 | Гранитас              | 35:19  | 30:22  |
| Гранкулла           | 25:69 | Фотекс                | 14:37  | 11:32  |
| Бадель              | 72:39 | Ионикос               | 40:20  | 32:19  |
| Порт Бургас         | 27:88 | Барселона             | 13:40  | 14:48  |
| Сур                 | 67:59 | Вардар                | 30:26  | 37:33  |
| СКА                 | 42:42 | Прато                 | 23:21  | 19:21  |
| ЗТР                 | 55:34 | Шевардени             | 31:12  | 24:22  |
| Иниция Хасселт      | 36:49 | Партизан              | 18:20  | 18:29  |
| Хальмстад           | 60:61 | Искра                 | 37:36  | 23:25  |
| Чанкайя Беледиеспор | 41:65 | Киль                  | 21:34  | 20:31  |

## Групповой этап

### Группа A
|   | Команда    | И | В | Н | П | М       | О |
| - | ---------- | - | - | - | - | ------- | - |
| 1 | Киль       | 6 | 4 | 1 | 1 | 172-138 | 9 |
| 2 | Адемар     | 6 | 3 | 0 | 3 | 165-156 | 6 |
| 3 | Монпелье   | 6 | 3 | 0 | 3 | 139-143 | 6 |
| 4 | Сандефьорд | 6 | 1 | 1 | 4 | 130-164 | 3 |

### Группа B
|   | Команда     | И | В | Н | П | М       | О  |
| - | ----------- | - | - | - | - | ------- | -- |
| 1 | Целе        | 6 | 5 | 0 | 1 | 188-141 | 10 |
| 2 | Хапоэль Р-Ц | 6 | 4 | 0 | 2 | 157-147 | 8  |
| 3 | Искра       | 6 | 3 | 0 | 3 | 173-186 | 6  |
| 4 | Прато       | 6 | 0 | 0 | 6 | 137-181 | 0  |

### Группа C
|   | Команда | И | В | Н | П | М       | О  |
| - | ------- | - | - | - | - | ------- | -- |
| 1 | Бадель  | 6 | 5 | 1 | 0 | 162-132 | 11 |
| 2 | ЗТР     | 6 | 3 | 1 | 2 | 136-129 | 7  |
| 3 | Сур     | 6 | 2 | 0 | 4 | 145-166 | 4  |
| 4 | Скьерн  | 6 | 1 | 0 | 5 | 134-150 | 2  |

### Группа D
|   | Команда   | И | В | Н | П | М       | О  |
| - | --------- | - | - | - | - | ------- | -- |
| 1 | Барселона | 6 | 6 | 0 | 0 | 129-12  | 12 |
| 2 | Фотекс    | 6 | 3 | 0 | 3 | 150-147 | 6  |
| 3 | Каустик   | 6 | 2 | 0 | 4 | 139-162 | 4  |
| 4 | Партизан  | 6 | 1 | 0 | 5 | 130-164 | 2  |

## Плей-офф

### Четвертьфинал
| Команда 1             | Счёт  | Команда 2 | Матч 1 | Матч 2 |
| --------------------- | ----- | --------- | ------ | ------ |
| Хапоэль Ришон-ле-Цион | 48:50 | Киль      | 26:24  | 22:26  |
| Адемар                | 50:54 | Целе      | 30:28  | 20:26  |
| Фотекс                | 53:55 | Бадель    | 27:25  | 26:30  |

#### Первый матч
| 19 февраля 2000 17:00 | Протокол | ЗТР | 17:23 (7:11) | Барселона | Дворец спорта «Юность», Запорожье Зрителей: 5000 Судьи: Владо Пендич, Радомир Майсторович |
| 19 февраля 2000 17:00 | Протокол | Юрий Хауха — 5 Дмитрий Проворников, Руслан Прудиус — 4 Виталий Нат — 2 Олег Великий, Юрий Петренко — 1 Евгений Будко Евгений Гурковский Владимир Кисиль Вячеслав Лочман Александр Наталюк | Голы         | Рафаэль Гихоса, Иньяки Урдангарин, Кристиан Шварцер — 4 Хавьер О’Каллаган, Деметрио Лосано, Энрик Масип — 3 Антонио Ортега, Андрей Щепкин — 1 Давид Барруфет Алехандро Паредес Хосеп Эспар | Дворец спорта «Юность», Запорожье Зрителей: 5000 Судьи: Владо Пендич, Радомир Майсторович |

#### Ответный матч
| 26 февраля 2000 18:00 | Протокол | Барселона | 26:21 (11:9) | ЗТР | Палау Блауграна, Барселона Зрителей: 4000 Судьи: Драган Начевский, Марьян Начевский |
| 26 февраля 2000 18:00 | Протокол | Рафаэль Гихоса — 8 Хавьер О’Каллаган — 5 Антонио Ортега — 4 Иньяки Урдангарин — 3 Рауль Кампос, Кристиан Шварцер — 2 Энрик Масип, Андрей Щепкин, Хосеп Эспар — 1 Давид Барруфет Алехандро Паредес | Голы         | Вячеслав Лочман, Виталий Нат — 5 Юрий Петренко, Руслан Прудиус — 3 Евгений Гурковский — 2 Владимир Кисиль, Дмитрий Проворников — 1 Евгений Будко Андрей Наталюк Юрий Хауха | Палау Блауграна, Барселона Зрителей: 4000 Судьи: Драган Начевский, Марьян Начевский |

### Полуфинал

#### Первый матч
| 18 марта 2000 18:00 | Протокол | Барселона | 39:25 (14:14) | Целе | Дворец спорта Блауграна, Барселона Зрителей: 7000 Судьи: Свейн Улаф Эие, Бьёрн Хогснес |
| 18 марта 2000 18:00 | Протокол | Антонио Ортега — 8 Энрик Масип — 7 Рафаэль Гихоса — 6 Иньяки Урдангарин, Кристиан Шварцер — 5 Патрик Чавар — 4 Деметрио Лосано, Андрей Щепкин — 2 Давид Барруфет Хавьер О’Каллаган Томас Свенссон | Голы          | Алеш Пайович — 7 Пепи Манасков — 5 Эдуард Кокшаров — 4 Роман Пунгартник — 3 Растко Стефанович, Урош Шербец — 2 Ренато Вугринец, Томаж Томшич, Драган Шкрбич — 1 Тетти Банфро Митя Валенчич Деян Перич | Дворец спорта Блауграна, Барселона Зрителей: 7000 Судьи: Свейн Улаф Эие, Бьёрн Хогснес |

| 19 марта 2000 14:15 | Протокол | Киль | 32:21 (14:11) | Бадель | Альстердорфер Спортхалле, Гамбург Зрителей: 4400 Судьи: Стефан Арнальдссон, Гуннар Видарссон |
| 19 марта 2000 14:15 | Протокол | Магнус Висландер — 7 Ненад Перуничич, Николай Якобсен — 6 Стаффан Ульссон — 5 Стефан Лёвгрен — 4 Мартин Шмидт — 3 Клаус-Дитер Петерсен — 1 Аксель Геркен Вольфганг Швенке Кристиан Шеффлер Стейнар Эге | Голы          | Златко Сарачевич — 7 Звонимир Билич, Далюс Расикевичюс — 3 Мирза Джомба, Сеньянин Маглайлия — 2 Тончи Валчич, Божидар Йович, Станислав Кулинченко — 1 Мирко Башич Андрей Лавров Ратко Томлянович | Альстердорфер Спортхалле, Гамбург Зрителей: 4400 Судьи: Стефан Арнальдссон, Гуннар Видарссон |

#### Ответный матч
| 25 марта 2000 18:00 | Протокол | Целе | 27:20 (13:12) | Барселона | Целе Зрителей: 3000 Судьи: Вацлав Когоут, Иван Долейс |
| 25 марта 2000 18:00 | Протокол | Алеш Пайович — 8 Драган Шкрбич — 5 Роман Пунгартник — 4 Роберт Сафарич — 3 Растко Стефанович, Урош Шербец — 2 Эдуард Кокшаров, Пепи Манасков, Томаж Томшич — 1 Ренато Вугринец Деян Перич | Голы          | Патрик Чавар — 4 Рафаэль Гихоса, Деметрио Лосано, Энрик Масип, Антонио Ортега — 3 Иньяки Урдангарин — 2 Кристиан Шварцер, Андрей Щепкин — 1 Давид Барруфет Франсиско Бустос Хавьер О’Каллаган Томас Свенссон | Целе Зрителей: 3000 Судьи: Вацлав Когоут, Иван Долейс |

| 25 марта 2000 18:15 | Протокол | Бадель | 22:13 (8:7) | Киль | Дом Спортова, Загреб Зрителей: 5000 Судьи: Роланд Бюржи, Курт Хойтши |
| 25 марта 2000 18:15 | Протокол | Златко Сарачевич — 7 Звонимир Билич — 5 Тончи Валчич, Горан Шпрем — 3 Ратко Томлянович — 2 Мирза Джомба, Далюс Расикевичюс — 1 Божидар Йович Марио Келентрич Станислав Кулинченко Андрей Лавров Сеньянин Маглайлия | Голы        | Магнус Висландер, Стефан Лёвгрен — 3 Мартин Шмидт, Николай Якобсен — 2 Клаус-Дитер Петерсен, Стаффан Ульссон, Кристиан Шеффлер — 1 Аксель Геркен Ненад Перуничич Вольфганг Швенке Стейнар Эге | Дом Спортова, Загреб Зрителей: 5000 Судьи: Роланд Бюржи, Курт Хойтши |

### Финал

#### Первый матч
| 22 апреля 2000 16:15 | Протокол | Киль | 28:25 (15:14) | Барселона | Шпаркассен-Арена, Киль Зрителей: 7500 Судьи: Владо Пендич, Радомир Майсторович |
| 22 апреля 2000 16:15 | Протокол | Ненад Перуничич — 11 Николай Якобсен — 7 Магнус Висландер — 4 Стаффан Ульссон — 3 Стефан Лёвгрен — 2 Мартин Шмидт — 1 Аксель Геркен Клаус-Дитер Петерсен Вольфганг Швенке Кристиан Шеффлер Стейнар Эге | Голы          | Энрик Масип, Иньяки Урдангарин — по 5 Кристиан Шварцер — 4 Деметрио Лосано, Патрик Чавар — по 3 Хавьер О’Каллаган — 2 Рафаэль Гихоса, Антонио Ортега, Андрей Щепкин — по 1 Давид Барруфет Алехандро Паредес Томас Свенссон | Шпаркассен-Арена, Киль Зрителей: 7500 Судьи: Владо Пендич, Радомир Майсторович |
| 22 апреля 2000 16:15 | Протокол | Штрафное время: 6:4 | '             | | Шпаркассен-Арена, Киль Зрителей: 7500 Судьи: Владо Пендич, Радомир Майсторович |

#### Ответный матч
| 28 апреля 2000 18:00 | Протокол | Барселона | 29:24 (15:12) | Киль | Палау Блауграна, Барселона Зрителей: 7500 Судьи: Леон Калин, Энес Корич |
| 28 апреля 2000 18:00 | Протокол | Энрик Масип — 6 Рафаэль Гихоса, Кристиан Шварцер — по 5 Антонио Ортега, Андрей Щепкин — по 4 Хавьер О’Каллаган — 2 Алехандро Паредес, Иньяки Урдангарин, Патрик Чавар — по 1 Давид Барруфет Деметрио Лосано Томас Свенссон | Голы          | Магнус Висландер — 8 Николай Якобсен — 7 Стефан Лёвгрен, Мартин Шмидт — по 3 Ненад Перуничич — 2 Стаффан Ульссон — 1 Аксель Геркен Нико Кибат Клаус-Дитер Петерсен Вольфганг Швенке Кристиан Шеффлер Стейнар Эге | Палау Блауграна, Барселона Зрителей: 7500 Судьи: Леон Калин, Энес Корич |
| 28 апреля 2000 18:00 | Протокол | Штрафное время: 4:8 | '             | | Палау Блауграна, Барселона Зрителей: 7500 Судьи: Леон Калин, Энес Корич |